# Владімір Колев
Владімі́р Ко́лев (болг. Владимир Колев; нар. 18 квітня 1954) — болгарський боксер першої напівсередньої та напівсередньої ваги. Призер Олімпійських ігор, чемпіонатів світу і Європи.

## Життєпис
Народився 18 квітня 1954 року в столиці Болгарії — Софії.
На літніх Олімпійських іграх 1972 року в Мюнхені (ФРН) змагався в напівсередній вазі, проте вибув зі змагань вже в другому турі, поступившись угандійцю Девіду Джексону.
У 1973 році на чемпіонаті Європи в Белграді (СФРЮ) виборов бронзову медаль.
Наступного, 1974 року, брав участь у першому чемпіонаті світу в Гавані (Куба). Змагався у першій напівсередній вазі й дістався фіналу, де поступився угандійцю Аюбу Калуле.
У 1975 році знову брав участь у чемпіонаті Європи в м. Катовиці (Польща), проте до числа призерів не потрапив.
На літніх Олімпійських іграх 1976 року в Монреалі (Канада) змагався в першій напівсередній вазі. Почергово переміг Тей-Шик Парка з Кореї, Ернста Мюллера з ФРН і Калістрата Куцова з Румунії. У півфіналі поступився кубинцю Андресу Альдамі.
У 1979 році завершив спортивну кар'єру. На початку 1980-х років емігрував до США. На початку ХХІ сторіччя почав зніматись у кіно (ролі другого плану).